# Campbell County (Georgia)

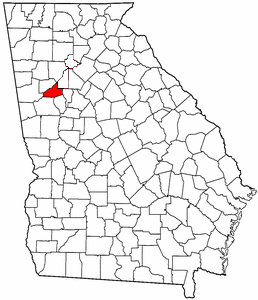
Lage des Campbell County in Georgia

Campbell County war von 1828 bis 1931 ein County im US-Bundesstaat Georgia. Es wurde von der Legislative des Bundesstaates am 20. Dezember 1828 aus dem Land der Countys Fayette, Coweta und Carroll sowie der Hälfte des DeKalb County, das kurz darauf zum Fulton County wurde, geschaffen. Georgia’s Cherokee Land Lotterie von 1832 fügte dem County ebenfalls Land hinzu. Das County wurde nach Duncan G. Campbell benannt, einem der US-Kommissare, die für den Vertrag von Indian Springs verantwortlich waren.
Der ursprüngliche Sitz des Countys war Campbellton; als jedoch die Atlanta & West Point Railroad begann, ihre Route zu planen, lehnten die Bewohner der Stadt dies aufgrund von Lärmbedenken ab. Die Gleise wurden stattdessen durch Fairburn verlegt, das aufblühte, während Campbellton ausstarb, und Fairburn wurde 1870 zum Bezirkssitz. Das Campbell County Courthouse ist im National Register of Historic Places aufgeführt.
Die nordwestliche Hälfte von Campbell County (und ein wenig mehr von Carroll County) wurde 1870 zum Douglas County. Der Rest von Campbell County wurde Ende 1931 zusammen mit Milton County an Fulton County abgetreten, nachdem Campbell County im Rahmen der Great Depression bankrottgegangen war. Die Gesetzgebung, die den Zusammenschluss schuf, wurde am 9. August 1929 erlassen, wobei Milton im Jahr 1931 hinzugefügt wurde.